# 레드라이트 (영화)
《레드라이트》(영어: Red Lights, 멕시코 제목은 스페인어: Poderes ocultos, 그 외 라틴아메리카 지역과 스페인에서는 스페인어: Luces rojas)는 2012년에 개봉한 스페인, 캐나다, 미국의 심리 초자연 스릴러 영화이다. 로드리고 코르테스가 각본, 감독을 맡고, 로버트 드니로, 시고니 위버, 킬리언 머피, 토비 존스, 레오나르도 스바라글리아 등이 출연하였다.

## 줄거리
영화는 심리학자 마거릿 매시슨 교수(시고니 위버 분)와 그의 조수인 물리학자 톰 버클리(킬리언 머피 분)가 초자연 현상 사기를 파헤치는 모습으로 시작한다. 관객은 도입부에서 이들의 세계를 들여다보는 동시에 맹인 심령술자 사이먼 실버(로버트 드니로 분)가 대중 앞에 다시 등장하는 것을 목격하게 된다. 매시슨은 실버의 재기를 논의하는 텔레비전 쇼에 출연하지만, 버클리가 실버를 재조사하자고 제안하자 과거 실버를 조사하다가 역으로 당했던 경험을 언급하며 이를 물리친다.
영화 도입부 마지막은 실버가 재기 공연을 펼지는 와중에 매시슨이 만성 혈관 질환으로 갑작스럽게 죽으면서 마무리된다. 이 사건은 과거 실버의 초능력을 조사하던 회의론자가 비슷한 상황에서 죽은 것과 맞물린다.
이후 버클리는 이 인기 있는 초능력자가 대형 사기꾼인 것을 드러낼 목적으로 노력한다. 하지만 전자 기기가 폭발하고 죽은 새가 계속 나타나고 버클리의 실험실이 초토화되는 등 버클리가 배후에 있는 것 같은 설명 불가능한 사건들이 연속해 일어난다. 버클리가 실버에게 집착하면서 원래 침착하고 이성적이던 그의 기질은 편집증적으로 변해간다. 영화가 절정에 다다르면서 실버는 매시슨이 소속되어 있던 대학 학자들이 자신을 대상으로 조사하는 것을 허락하고, 버클리는 영상 관찰 팀에 합류한다.
영화 후반부에서 버클리의 조수격인 샐리는 대학 조사단에서 수집한 실험 영상을 면밀히 조사하여 실버가 대중을 속여 온 기법을 알아낸다. 동시에 버클리는 실버의 공연장에서 그의 초능력과 시각 장애가 모두 거짓임을 밝혀내고, 실버는 망연자실한다. 버클리는 실제로 염력을 소유한 것은 버클리 본인이며 실버를 조사하면서 일어났던 모든 설명 불가능한 사건들 역시 그가 한 짓임을 드러낸다.
버클리는 그가 물리학자로서 더 나은 경력을 가질 수 있었음에도 불구하고 매시슨과 일한 것은 본인과 유사한 다른 사람들을 찾거나 납득 가능한 설명을 찾아내기 위함이었다고 설명한다. 버클리는 자신이 타고난 능력을 평생 부인하려 했으나 인간은 결국 스스로의 본질을 부정할 수 없다는 결론을 내린다.

## 출연진
- 킬리언 머피 - 토머스 “톰” 버클리 역
- 시고니 위버 - 마거릿 매시슨 역
- 로버트 드니로 - 사이먼 실버 역
- 조엘리 리처드슨 - 모니카 핸슨 역
- 엘리자베스 올슨 - 샐리 오언 역
- 크레이그 로버츠 - 벤 역
- 토비 존스 - 폴 섀클턴 박사 역
- 번 고먼 - 베네딕트 코셀 역
- 개릭 헤이건 - 하워드 매콤 역
- 레오나르도 스바라글리아 - 레오나르도 “레오” 팔라디노 역

## 제작

### 개발
코르테스는 1년 반 동안 초자연 현상의 지지자와 회의론자 모두의 측면에서 초능력 문제를 연구하며 각본을 썼다. 그는 양측의 일부가 그들의 입장을 지지하지 않는 증거는 배제시킨다는 결론에 이르렀다. 그는 또한 영화는 오락 목적일 뿐 이 문제에 관한 그의 입장을 나타내는 것이 아니라고 주장했다. 개인적으로 그는 심령 현상(귀신, 악마 등)을 믿지 않는다. 그의 관점에 따르면 자연법칙을 거스를 수 있는 것은 아무것도 없기 때문이다. 그러나 그는 초자연 현상(초능력 등)은 과학이 아직 밝혀내지 못한 현상이라고 보고, 심령 현상과 구분한다.
코르테스는 시고니 위버를 염두에 두고 회의적인 심리학자인 마거릿 매시슨 역을 썼지만 위버는 계속 출연을 확정하지 않았다. 다행히도 대본을 읽은 후에 위버는 영화에 합류했다.
로버트 드니로는 본인 역할을 위해 심령술자들을 만나서 조사를 하였고 이들이 오로지 그만이 아는 정보를 알아맞히는 것을 보고 이 현상에 무언가 있다고 조심스럽게 믿게 되었다고 한다. “알아낼 방법이 없었는데도 그들은 그 정보들을 말했어요. 그러므로 그들이 뭔가 신통력으로 알아냈다고 대답할 수밖에 없네요. 그게 무엇인지는 모르지만요.”

### 촬영
촬영은 스페인과 캐나다에서 이루어졌다. 촬영 장소 10곳은 바르셀로나 내에 위치해 있었고, 토론토의 고급 호텔 페어몬트 로열 요크에서도 촬영이 이루어졌다. 촬영은 2011년 2월에 시작되어 2011년 4월에 끝났다.